# Bernina (entreprise)
Pour les articles homonymes, voir Bernina.
Bernina International AG est une entreprise des domaines de la couture et de la broderie. La société a été fondée en 1893 à Steckborn, en Suisse. La société vend aujourd’hui plusieurs types de produits, dont des machines à coudre ou à broder, des surjeteuses et des logiciels de conception de broderies.

## Histoire
La société est fondée par Karl Friedrich Gegauf en 1883 : il vient alors d’inventer une machine permettant de coudre des ourlets. Ses fils et héritiers transforment ensuite l'entreprise dès 1932 pour se spécialiser dans la production de machines à coudre familiales à la suite de l'effondrement des ventes de machines à ajourer.

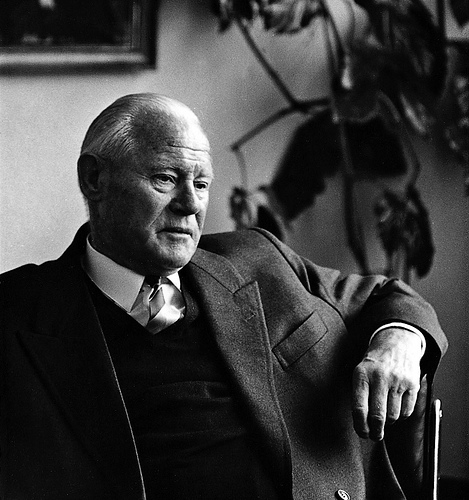
Karl Friedrich Gegauf, fondateur de l’entreprise.

Au cours du XXe siècle, les modèles se succèdent, avec leur lot de nouvelles fonctionnalités : bras libre, boutonnières, programmation des points, informatisation…

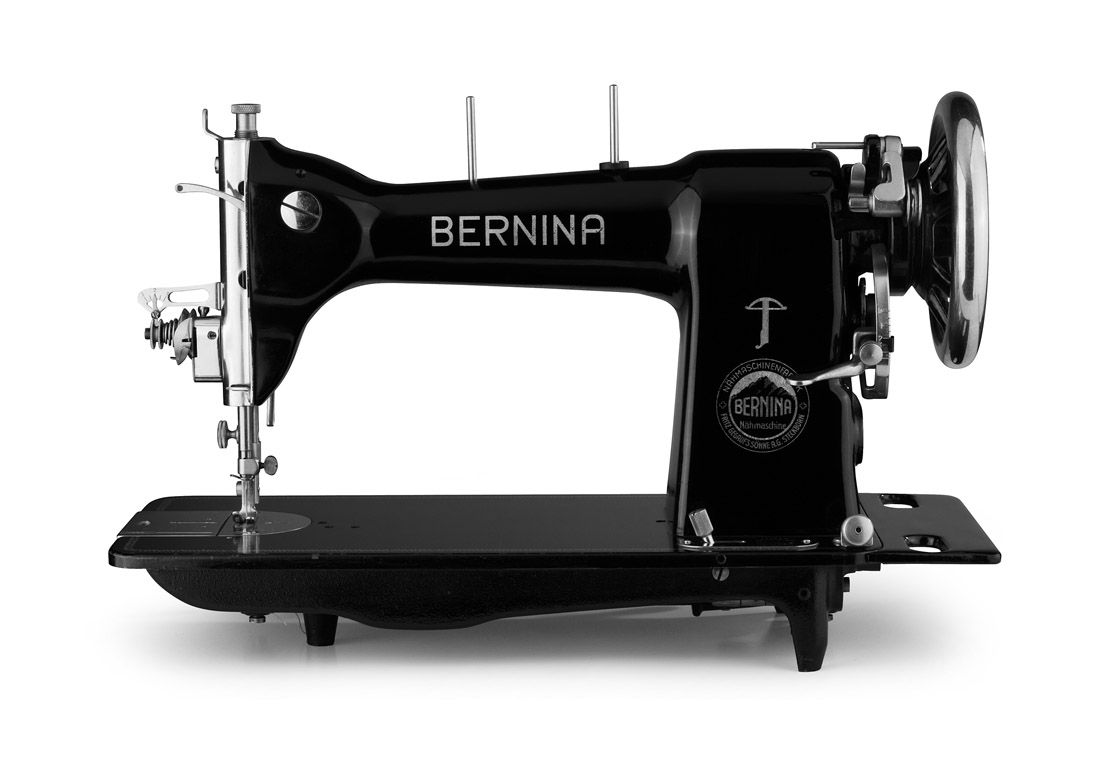
Modèle 105 : première machine, alors manuelle, à porter la marque Bernina (1932-1945).
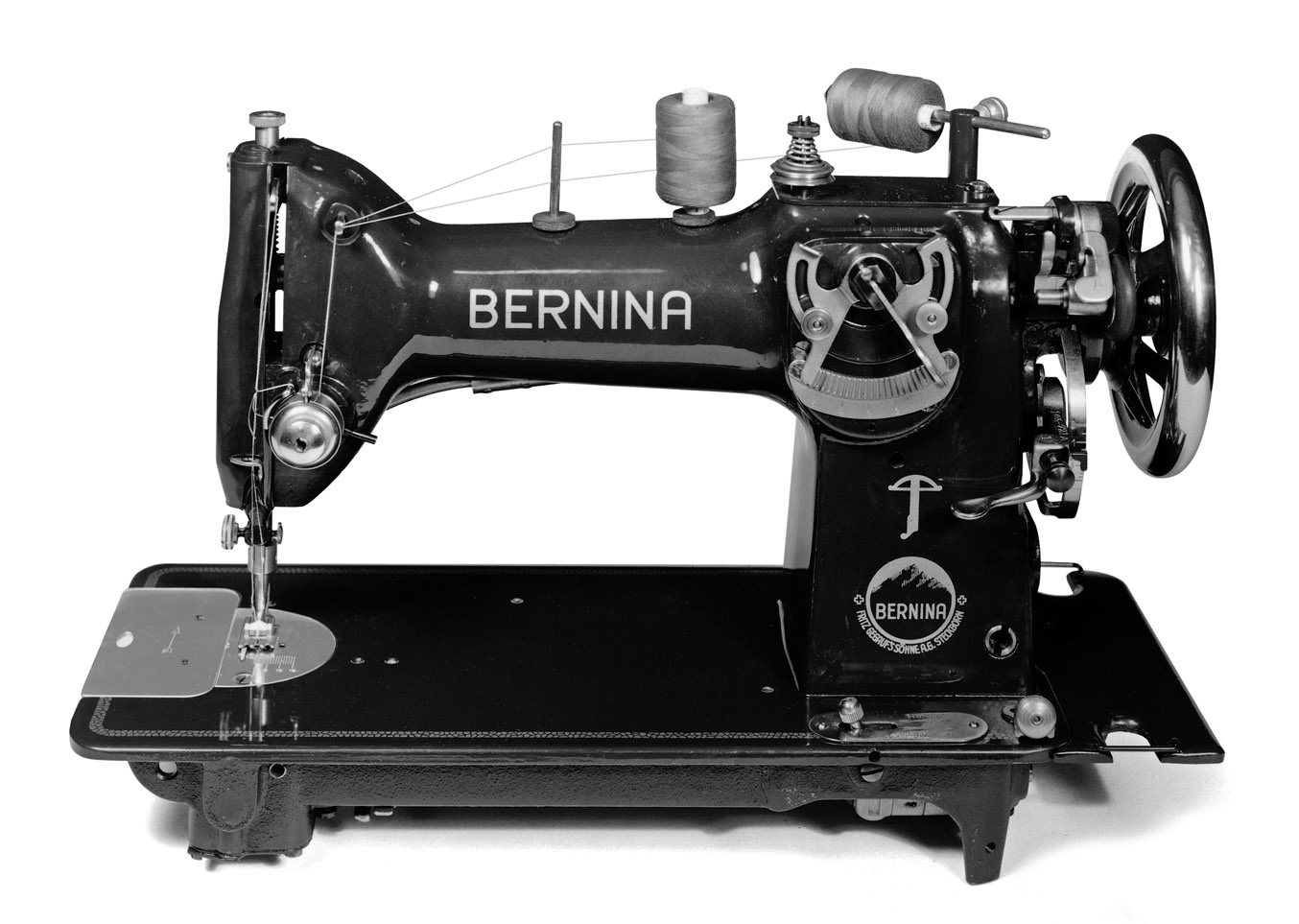
Modèle 117 : première machine à proposer le point « zigzag » (1938-1945).
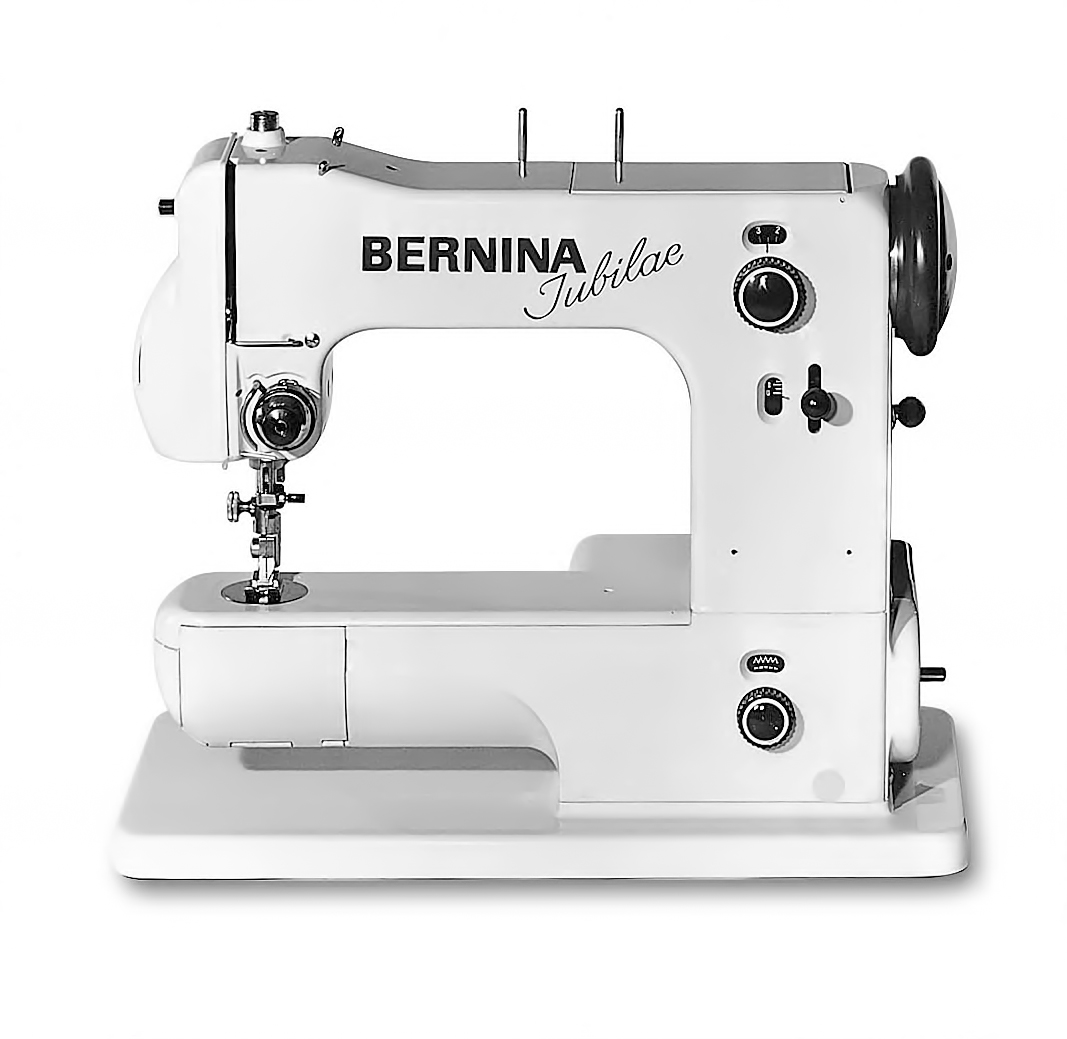
Modèle 125 : machine électrique à bras libre (1945-1963).
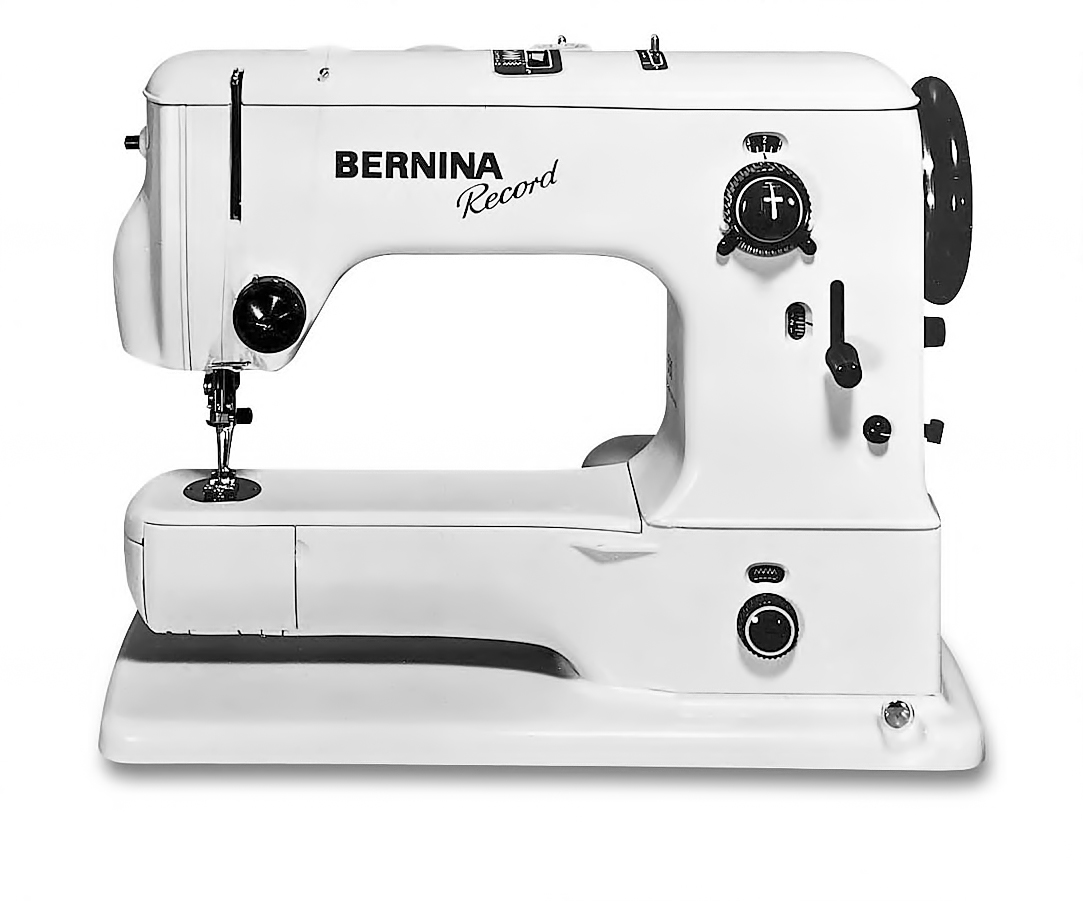
Modèle 530 : dispose d’une fonction de couture semi-automatique des boutonnières (1954-1963).
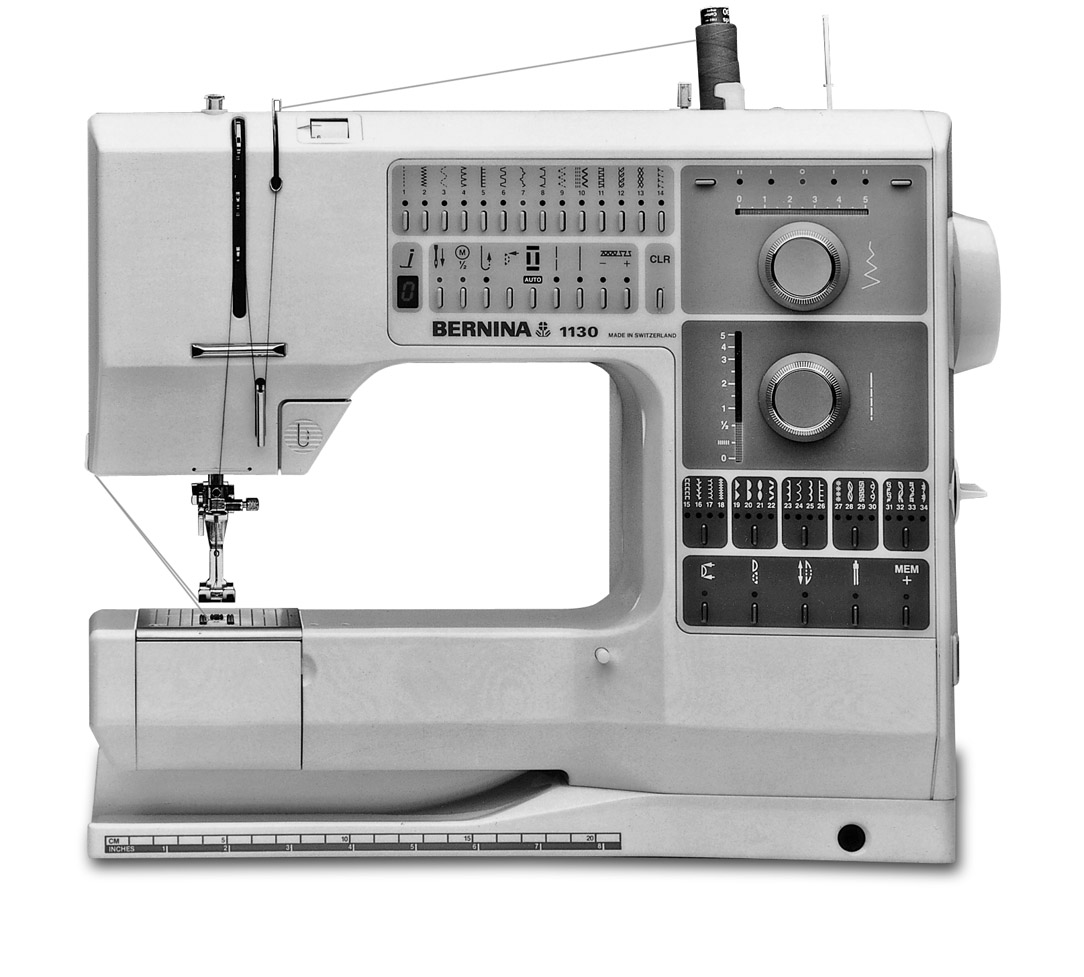
Modèle 1130 : machine informatisée, qui permet d’effectuer des boutonnières complètement automatiques, et d’enregistrer des points spécifiques (1986-1989).
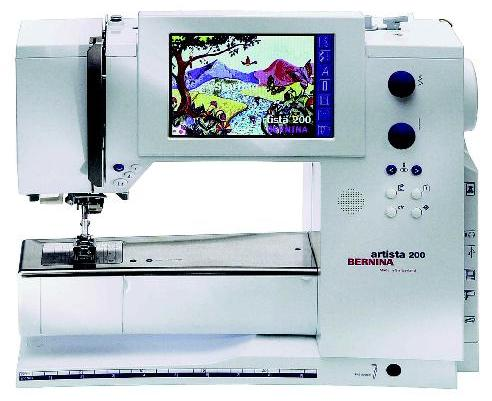
Modèle artista200 : embarque un ordinateur, avec système d’exploitation Windows, écran LCD et lecteur de cédérom. Elle propose 850 points et des touches reprogrammables (2002-2006).
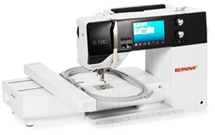
Modèle 580 : machine à coudre et à broder dotée d’un écran tactile et d’une centaine de points et motifs de broderie ; il est possible d’en importer d’autres ou de les programmer (2011).

## Société
Bernina International AG est une société privée qui développe, fabrique et vend des biens et des services pour le marché du textile, principalement des produits destinés aux particuliers pratiquant la broderie, le patchwork, la couture de vêtements ou de linge de maison, et plus largement l’artisanat.

### Structure
Le groupe Bernina Textile réunit 15 filiales réparties à l’international, notamment dans les pays suivants : Australie, Autriche, Belgique, Allemagne, Japon, Pays-Bas, Suisse, Nouvelle-Zélande et États-Unis.
Deux autres filiales, Benartex (basée aux États-Unis) et OESD, commercialisent respectivement des tissus imprimés, notamment pour le patchwork, et des motifs de broderie compatibles avec les machines à broder de la marque.

### Distribution
La société ne vend pas directement ses produits à l’utilisateur final, mais passe par un solide réseau de revendeurs indépendants présents dans 80 pays. Les produits Bernina sont ainsi vendus dans des magasins soit multi-marques, soit dédiés uniquement à la commercialisation des quelque 300 produits différents fabriqués par la maison-mère suisse.

### Sites de production
Les usines Bernina sont situées à Steckborn, en Suisse, ainsi qu’à Lamphun, en Thaïlande.

## Logiciels de broderie
Bernina vend également en son nom propre un logiciel de numérisation et d’édition de motifs de broderie développé par Wilcom International Pty Ltd.